# Полиенко, Валерий Валентинович
Валерий Валентинович Полиенко (род. 17 октября 1974, Таганрог, СССР) — российский режиссёр, поэт-песенник, композитор, продюсер, член Союза кинематографистов РФ. Автор и соавтор текстов песен группы «Тату» (t.A.T.u.) («Я сошла с ума», «Нас не догонят», «Простые движения», «Не верь, не бойся, не проси» и др.), групп «Звери», «Йожик» и «Лилу». Сценарист и режиссёр рекламных роликов и видеоклипов групп «Тату», «Noize MC», «Princessa Avenue», Майка Мироненко, «TattooIN».

## Биография
Родился 17 октября 1974 года в Таганроге.
Окончил Таганрогскую детскую художественную школу. После окончания средней школы работал в Таганрогском драматическом театре им. А. П. Чехова.
В 1995 году поступил во ВГИК на режиссёрский факультет, мастерскую режиссуры научно-фантастического фильма Е. С. Саканян. Во время учёбы в институте начал снимать рекламные ролики и видеоклипы, а также писать тексты песен для певицы Лилу. Работая в рекламе, познакомился с композитором Александром Войтинским, а также с будущим продюсером «Тату» Иваном Шаповаловым. В 1999 году И. Шаповалов, А. Войтинский, В. Полиенко и Елена Кипер создают группу «Тату», Валерий изначально выступает как автор текстов песен. По его словам, он дописал основной текст к придуманным Еленой Кипер и Иваном Шаповаловым строчкам «…Я сошла с ума, мне нужна она…», а также песню «Нас не догонят».
21 мая 2001 г. выходит дебютный альбом «Тату» «200 по встречной», где Валерий Полиенко является автором и соавтором всех текстов песен, за исключением «Мальчик-гей» и «Я твой враг».
Параллельно с работой в «Тату» Полиенко занимается режиссурой. Цитата: «…Все-таки я по образованию кинорежиссёр, а не любитель девичьих коллективов…».
В 2001 году он снимает своё первое кино — дипломную работу ВГИКа, фильм «Москва-Фаза», выполненный в жанре фантастической сатиры. Работа была представлена как «специальное видео программы» на 2-м международном Каннском видеофестивале.
В 2001 году Полиенко принимает участие в создании группы «Звери» вместе с бывшим коллегой по «Тату», Александром Войтинским. В качестве солиста Валерий приводит своего друга и земляка из Таганрога — Романа Билыка. Вначале они пробуют писать рэп, но после нескольких неудачных попыток решают сделать рок-проект. Для группы «Звери» Полиенко написал 8 песен, самые известные из них: «До скорой встречи» и «Дожди-пистолеты». После создания группы, Валерий, посчитав, что его «тактическая задача выполнена», отходит от дел, и в дальнейшем практически не принимает участия в работе группы.
В 2003 году Валерий пишет песню «Не верь, не бойся, не проси», с которой «Тату» (t.A.T.u.) представляют Россию на конкурсе «Евровидение» в Риге и занимают там 3-е место 164 балла), после Турции (167 баллов) и Бельгии (165 баллов). Затем он снимает видеоклип на эту песню.
В 2004 году Полиенко получает музыкальную награду «BMI Honors Top European Songwriters And Publishers» за соавторство «Я сошла с ума». Награждение состоялось в офисе «BMG Russia». Песня прозвучала на радио более 2 миллионов раз.
В 2005 году, выходит второй альбом группы ТАТУ — «Люди-инвалиды», в котором Полиенко является автором текстов практически всех песен.
В 2007 году в качестве режиссёра снимает «нереалити-шоу» «РОКовые девчонки» на канале MTV, аналог «Фабрики звёзд», заведует проектом музыкальный продюсер Виктор Дробыш. В результате отборочных туров образовалась группа «Princessa Avenue», Валерий снял клип на их песню «Sad Eyes».
15 апреля 2009 года в «Лужниках», на шоу «С днём рождения, Алла!», посвящённом 60-летию Аллы Борисовны Пугачёвой, Пугачёва вместе с Софией Ротару исполнила песню Полиенко «Нас не догонят».
В 2010 году Полиенко создал новый музыкальный проект «Йожик» вместе с бывшей солисткой группы Ground Beat Валентиной Атахановой.
В 2014 году Полиенко возобновил работу с группой «Звери», став соавтором их нового альбома «Один на один».
Также в 2014 г. Валерий Полиенко и продюсер Тихон Пендюрин создали кинокомпанию «Космосфильм», один из первых фильмов которой — короткометражка «Ночные зимние люди», с актёром Павлом Деревянко в главной роли, получила сразу несколько высших наград на различных кинофестивалях: приз за лучшую режиссуру на Российском фестивале короткометражного кино «Короче» (2014, Россия, Калининград), приз зрительских симпатий и приз за лучший игровой фильм на Московском международном фестивале короткометражных фильмов «Дебютное кино» (2014, Россия, Москва). Также фильм принял участие во многочисленных российских и международных кинофестивалях: Московский Международный кинофестиваль (2014, Россия, Москва); Национальный кинофестиваль дебютов «Движение» (2014, Россия, Омск); Vilnius Film Shorts (2014, Литва, Вильнюс); THESS International Short Film Festival (2013, Греция, Салоники); Ljubljana International Short Film Festival (2015, Словения, Любляна); Международный фестиваль независимого короткометражного кино Kontrast (2015, Германия, Байройт); Фестиваль авторского кино «Киноликбез» (2015, Россия, Барнаул); Международный фестиваль современного искусства и духовно-нравственных фильмов Fresco (2015, Армения, Ереван) и др.
Является сопродюсером документального фильма «Здорово и вечно» (2014) о музыканте Егоре Летове и его группе «Гражданская оборона»
В 2017 году стал продюсером фильма-концерта «Сияние обрушится вниз», с успехом прошедшего в кинотеатрах и повествующего о последнем концерте группы «Гражданская оборона».
Продюсер фильма «50» (2018 год) — об андеграундном актёре и художнике Сергее Пахомове.
Является автором всех текстов альбома «Одинокому везде пустыня» группы «Звери», вышедшего 17 апреля 2020 года и посвящённого великому русскому писателю А. П. Чехову. Песни альбома написаны по мотивам произведений писателя и носят названия его рассказов.
5 ноября 2021 года был выпущен трибьют-альбом группы «Тату» — «200 по встречной», а 20 ноября в Music Media Dome в Москве состоялся одноимённый концерт. Песни авторства Полиенко в альбоме исполнили: Даня Милохин, Вера Брежнева, White Punk и ЛСП, Дорофеева, Манижа, Алёна Швец, Polina, Моя Мишель, Винтаж, Ваня Дмитриенко, Молчат дома, Reflex, Слот, Нервы, Алла Пугачева, София Ротару, IOWA, Arty, FAVLAV, Guru Groove Foundation, Егор Сесарев, Клава Кока, Женя Любич, Imany и др.

## Фильмография
- 2001 — «Москва-Фаза»
- 2014 — «Ночные зимние люди»
- 2017 — «Сияние обрушится вниз»
- 2018 — «50»
- 2018 — «Бонус (1 серия)» — полицейский Серёга
- 2020 — «Настоящее будущее»

## Художественные выставки
- 1992 — «Живопись» (совм. с А. Яковлевым). Выставочный зал Городской библиотеки им. А. П. Чехова, Таганрог.[16]
- 2019 — «После Графа 2019». Галерея ZHDANOV, Выставочный зал ТО Союза художников России, Таганрог.[17][18][19]